# Youssef Chermiti
Youssef Ramalho Chermiti (* 24. Mai 2004 in Vila do Porto, Portugal) ist ein portugiesischer Fußballspieler mit tunesischen Wurzeln, der auf der Position des Stürmers spielt. Seit 2023 steht er beim englischen Erstligisten FC Everton unter Vertrag.

## Karriere
Youssef Chermiti wuchs auf der Azoren-Insel Santa Maria als Sohn eines Tunesiers und einer Portugiesin auf. Ab 2016 wurde er in der Akademie von Sporting ausgebildet, wo er 2020 seinen ersten Profivertrag unterschrieb. Nach Einsätzen in der U23 spielte Chermiti in der Rückrunde 2022/23 erstmals für die 1. Mannschaft in der Primeira Liga. Er erzielte dabei drei Tore.
Im August 2023 wechselte Chermiti für eine Ablösesumme von 15 Millionen Pfund zum FC Everton, wo er einen Vierjahresvertrag bis 2027 erhielt. Noch im selben Monat gab er sein Ligadebüt für die Toffees, als er im Heimspiel gegen die Wolverhampton Wanderers in den Schlussminuten für Arnaut Danjuma eingewechselt wurde. Vier Tage später erfolgte sein Startelf-Debüt beim Carabao-Cup-Spiel gegen die Doncaster Rovers.